# Pernille Rose Grønkjær
Pernille Rose Grønkjær (født 26. september 1973) er en dansk filminstruktør, manuskriptforfatter og producer. Hun er uddannet fra Den Danske Filmskole i 1997 og har været instruktør på forskellige dokumentarfilm. Blandt hendes filmprojekter kan nævnes Den usynlige stemme (1997), Der var så mange glæder (1998), Min morfar forfra (2002) og The Monastry (2006). Ved sidstnævnte film vandt hun en pris ved dette års International Documentary Film Festival Amsterdam. Filmen vandt blandt andet også en Bodil for bedste dokumentarfilm.
I en årrække arbejdede Grønkjær også med tv-udsendelser, blandt andet serierne Modellerne (2000) og Det komplicerede familieliv (2003). Hun etablerede i 2007 selskabet Danish Documentary Production sammen med instruktørerne Eva Mulvad og Phie Ambo. Kort tid efter blev selskabet udvidet med instruktøren Mikala Krogh og produceren Sigrid Dyekjær.
Sidenhen har Pernille Rose Grønkjær instrueret The House Inside Her (2011) sammen med Astrid Kruse Jensen. Hun har også instrueret Love addict - historier om drømme, besættelse og længsel (2011), Genetic Me (2014) og Den anden side (2017), der handler om komikeren Anders Matthesen. Hendes film Jagten på Lykke (2019) var udtaget til videnskabsprogrammet på CPH:DOX.